# Csorim
A csorim (hangul: 조림, RR: jorim) olyan ételek összefoglaló neve, amelyeket lassú tűzön főzve, dinsztelve/párolva készítenek, szójaszósszal vagy csilipaprika-szósszal (kocshudzsang (gochujang)). A szó a csorida (jorida) (조리다) igéből származik, aminek jelentése „elfőzni (a levet)”. Az elfőzés itt azt jelöli, hogy az ételt összefőzik a szósszal, amíg a folyadék nagy része el nem párolog. A fogalom maga a 17. században jelent meg, az első szakácskönyv, amelyik receptet közölt a 19. századi Siidzsonszo (Siuijeonseo) (시의전서) volt, a csangdzsorim (jangjeorim) receptjével.

## Változatok
- csangdzsorim (jangjeorim) (장조림): marhahús szójaszószban hosszú ideig lassú tűzön főzve, tyúk- vagy fürjtojással tálalva[5]
- jongun csorim (yeongeun jorim) (연근조림): lótuszgyökérből[6]
- kkenipdzsorim (kkaenipjorim) (깻잎조림): kínai bazsalikom leveléből[7]
- kodungo csorim (godeungeo jorim) (고등어조림): makréla daikonretekkel[8]
- tubu csorim (dubu jorim) (두부조림): a tofut szójaszószban, kevés szezámolajban, fokhagymával és újhagymával dinsztelik[9]
- uongdzsorim (ueongjorim) (우엉조림): nagy bojtorján gyökeréből[10]

## Galéria

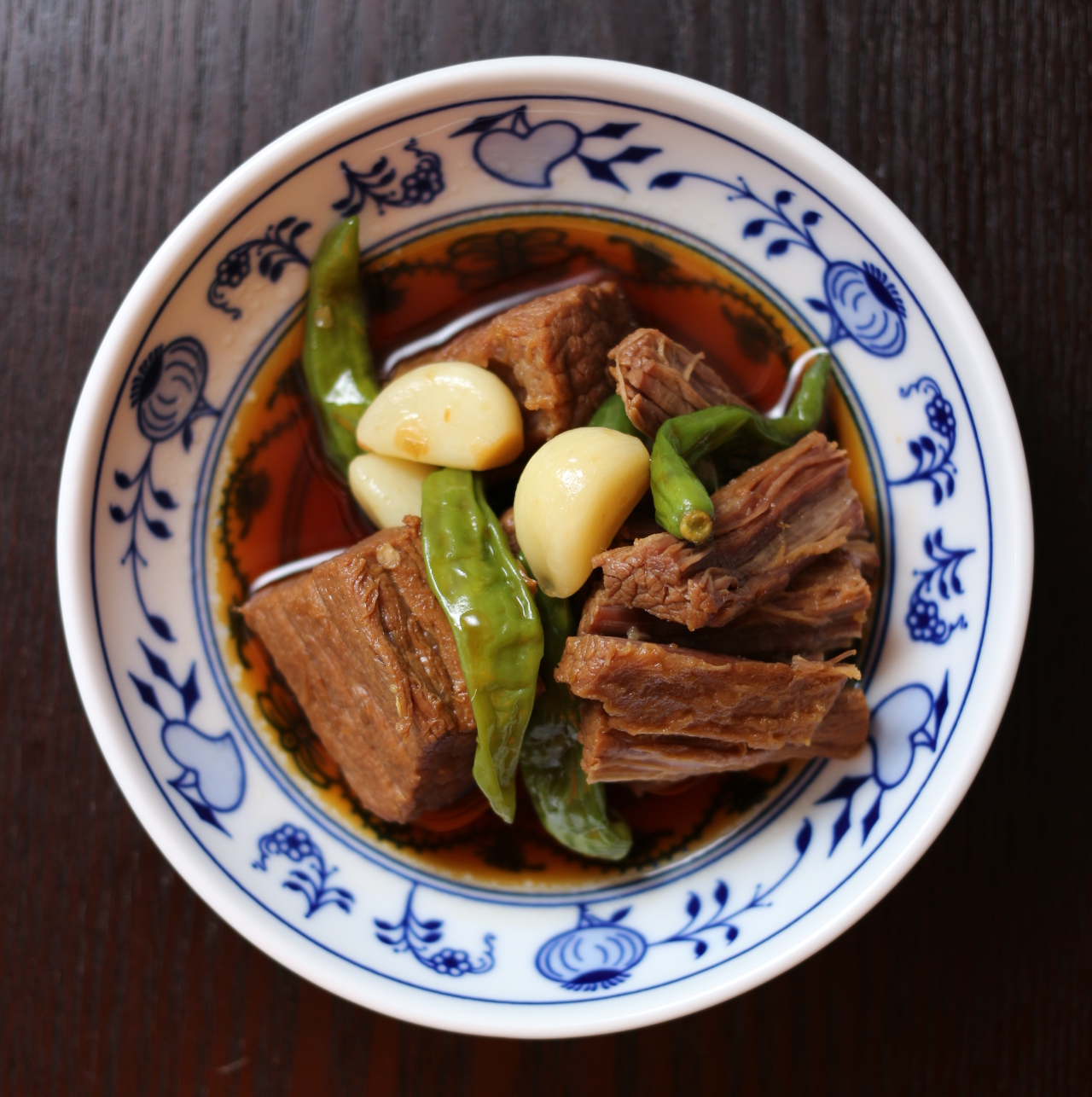
csang-csorim (jang-jorim)
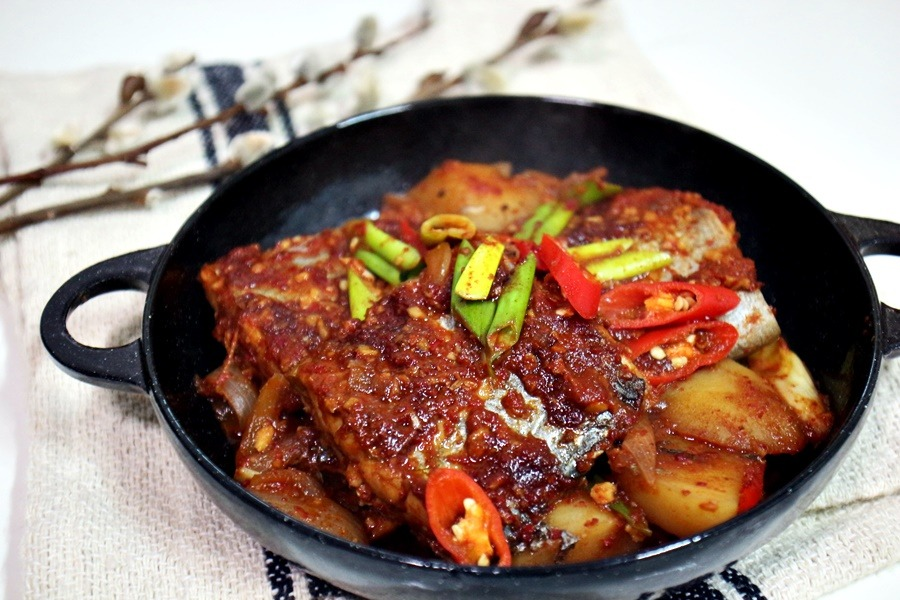
kalcshi-csorim (galchi-jorim)
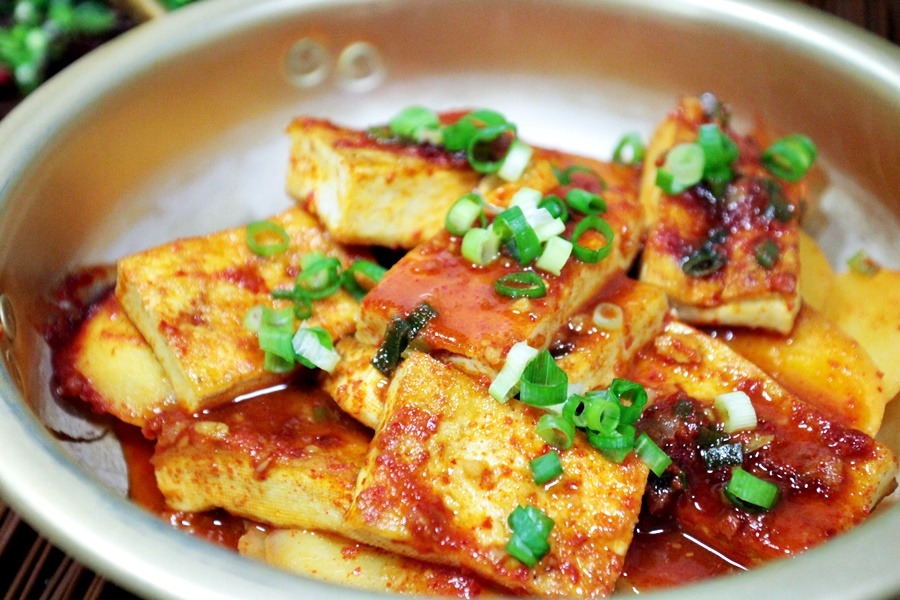
tubu-csorim (dubu-jorim)
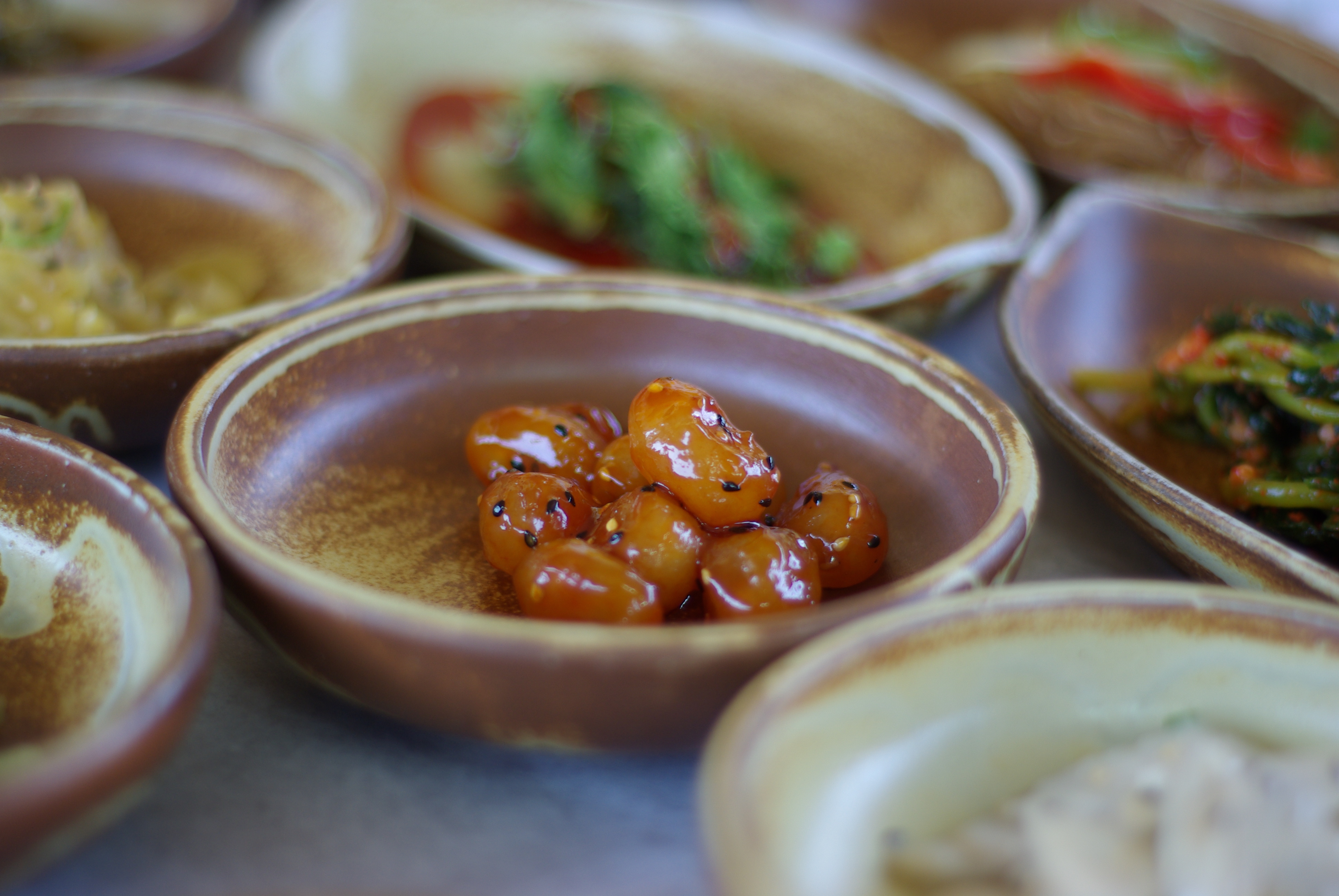
kamdzsa-csorim (gamja-jorim)
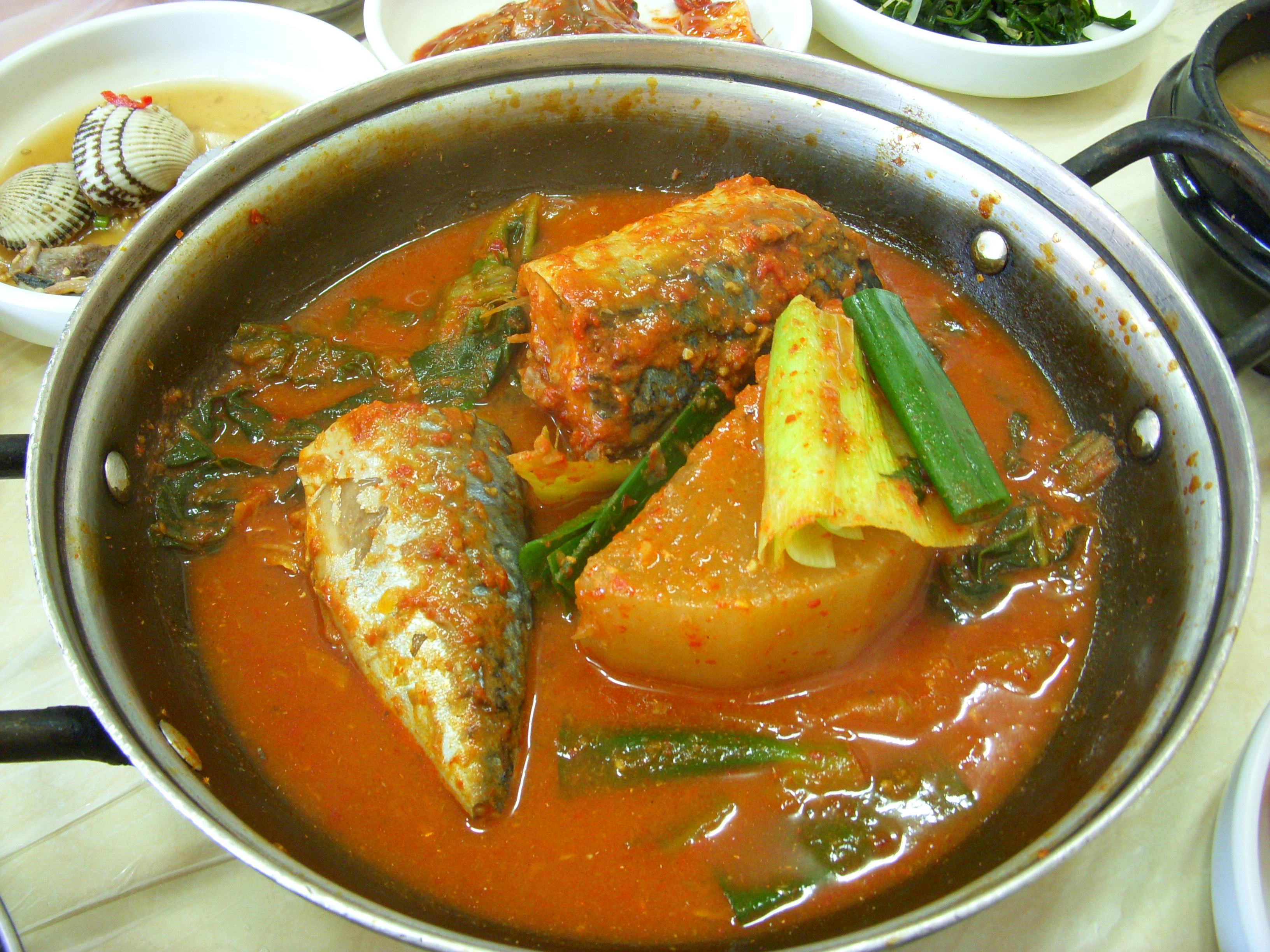
kodungo-csorim (godeungeo-jorim)
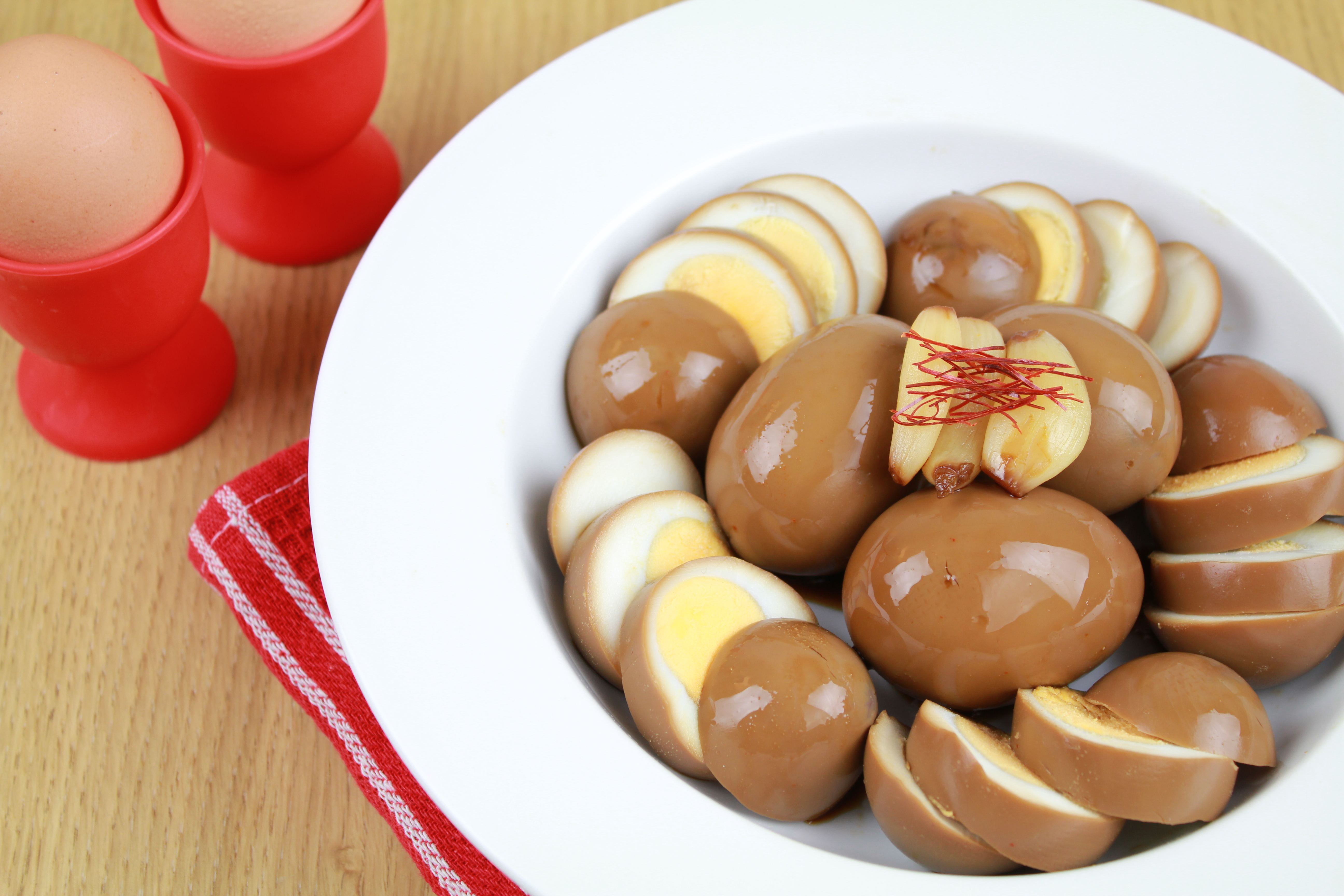
kjeran-csang-csorim (gyeran-jang-jorim)
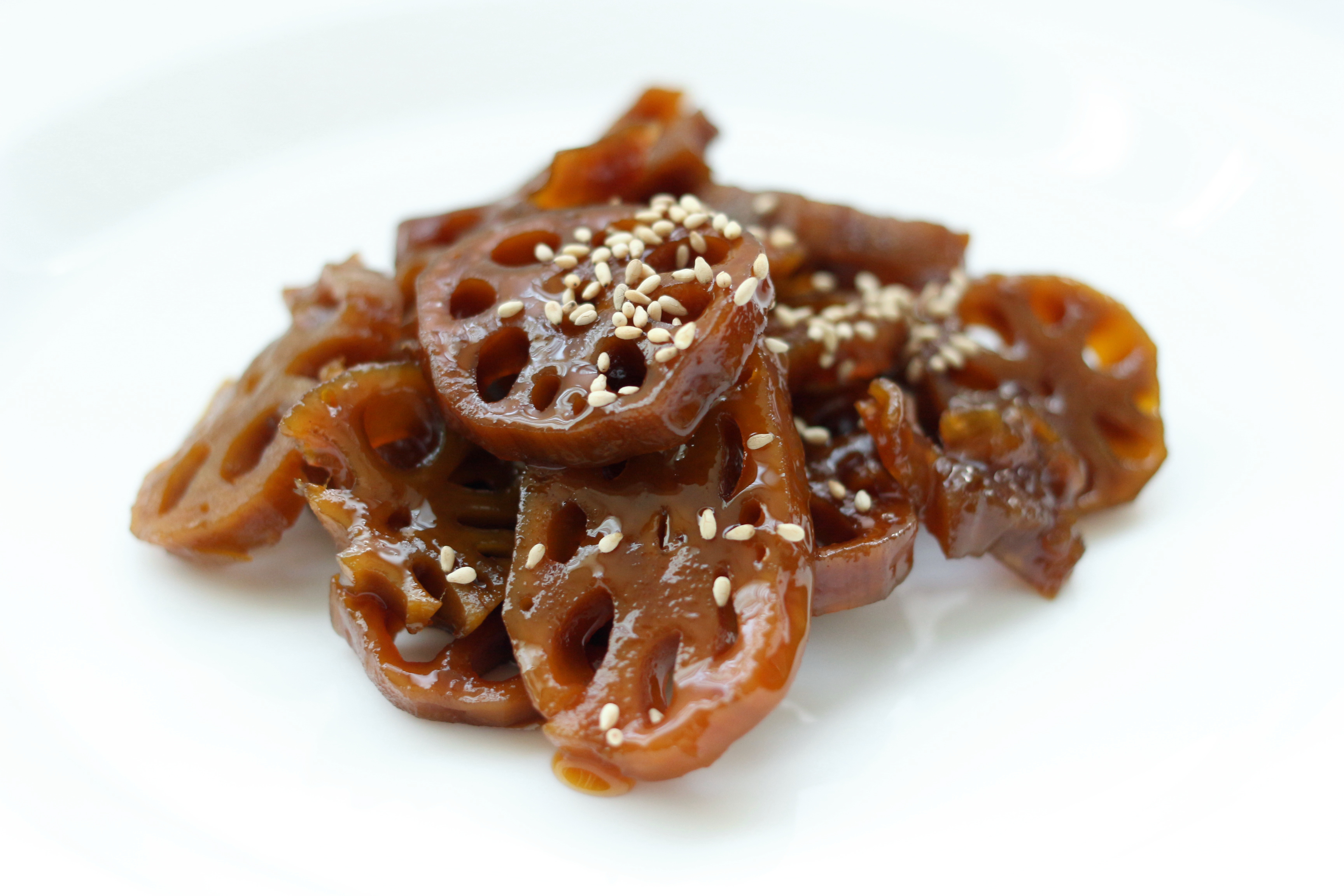
jongun-csorim (yeongeun-jorim)
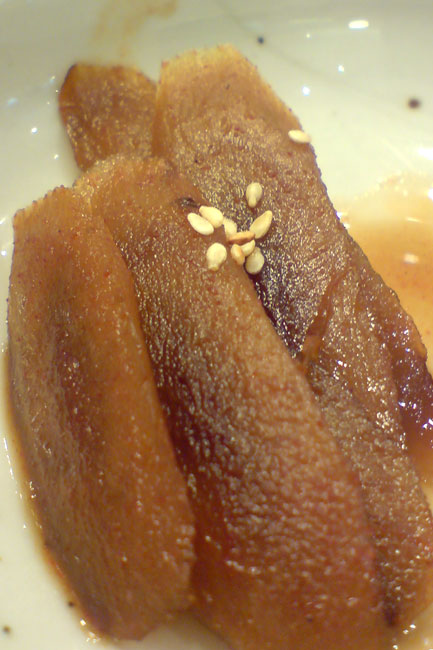
uong-csorim (ueong-jorim)